# Earnie Frantz
Earnie Frantz (* im 20. Jahrhundert) ist ein ehemaliger US-amerikanischer Schiedsrichter im American Football, der von der Saison 1981 bis 2001 in der NFL tätig war. Er trug die Uniform mit der Nummer 111, außer in seinem ersten Jahr, in dem er die positionsbezogene Nummer 14 zugeteilt bekam.

## Karriere
Frantz war während seiner gesamten NFL-Laufbahn als Head Linesman tätig.
Er war bei insgesamt drei Super Bowls im Einsatz: Beim Super Bowl XXIV im Jahr 1990 war er in der Crew unter der Leitung von Hauptschiedsrichter Dick Jorgensen. Beim Super Bowl XXXI im Jahr 1997 unter der Leitung von Hauptschiedsrichter Gerald Austin und im Super Bowl XXXIV im Jahr 2000 unter der Leitung von Hauptschiedsrichter Bob McElwee. Zudem war er in den Pro Bowls 1986, 2002 und 2020 aktiv.
Nachdem er zum Ende der Saison 2001 seine Feldkarriere beendet hatte, war er von der Saison 2015 bis zur Saison 2019 als Replay Official aktiv.
Frantz wurde im Jahr 2020 mit dem Art McNally Award ausgezeichnet.